# Diego Menchaca
Diego Menchaca González-Quintanilla (Ciudad de México, México; 20 de octubre de 1994) es un piloto de automovilismo mexicano. Actualmente compite en las 24H Series con MS7 by WRT y es miembro de la Escudería Telmex.

## Carrera deportiva

### Inicios
Menchaca inició en 2002 a los 8 años en el karting compitiendo en México y en Estados Unidos.

### GP3 Series

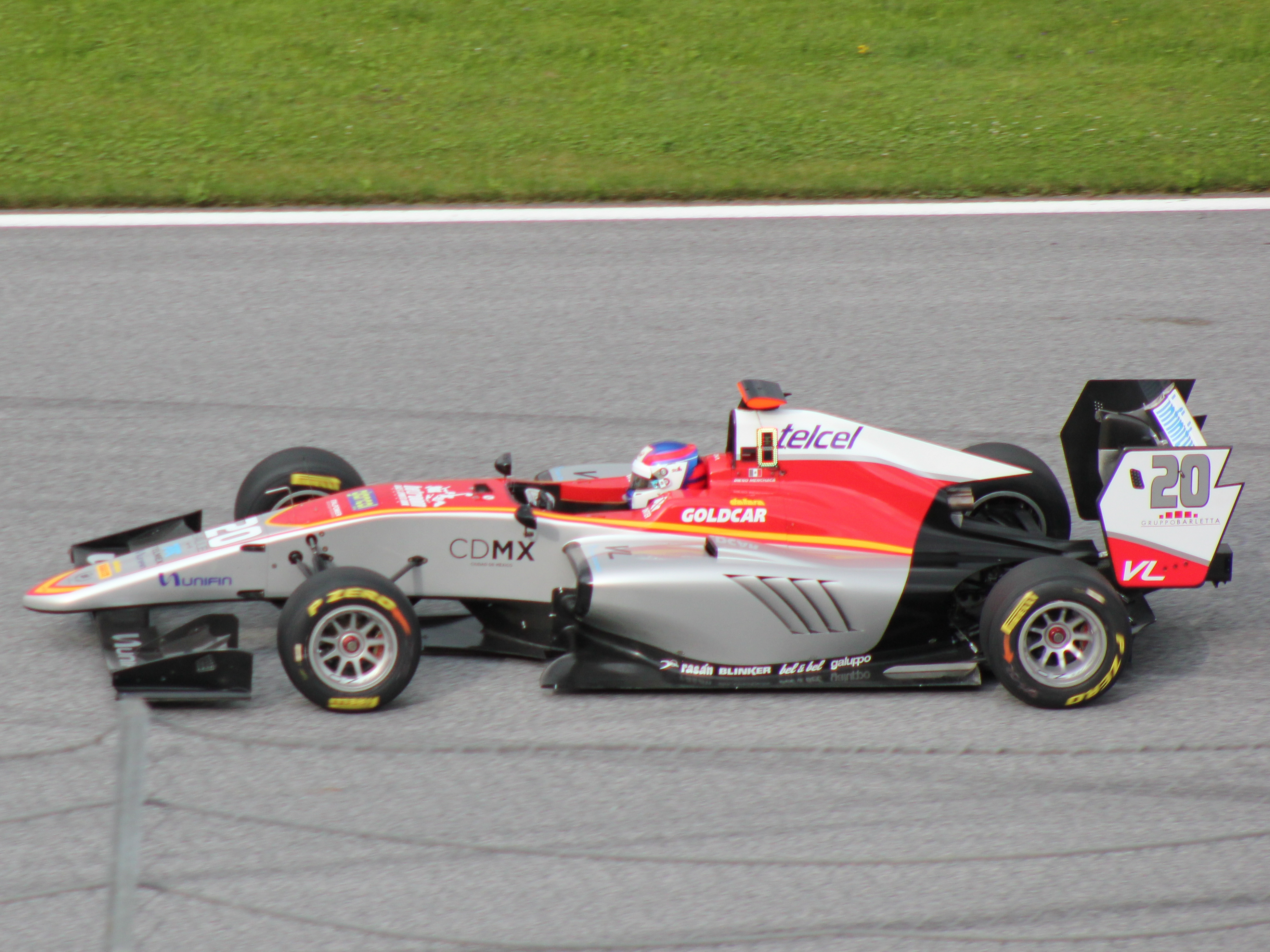
Menchaca en el Red Bull Ring, 2018.

En febrero de 2018, Menchaca entraría a la GP3 Series junto a Campos Racing. Menchaca lograría puntuar en su primera carrera, pero su mejor lugar en la temporada sería un noveno lugar en el Hungaroring. Terminaría la temporada en la 19.º posición con 3 puntos sumandos.

### Años recientes
Tras dejar los monoplazas, Menchaca centra su carrera en GT3 y prototipos.

## Resumen de carrera
| Temporada | Categoría                                        | Equipo                     | Carreras     | Victorias    | Poles        | VR           | Podios       | Puntos       | Pos.         |
| --------- | ------------------------------------------------ | -------------------------- | ------------ | ------------ | ------------ | ------------ | ------------ | ------------ | ------------ |
| 2011      | LATAM Challenge Series                           | Re Racing                  | 15           | 0            | 1            | 0            | 3            | 132          | 4.º          |
| 2012      | Fórmula Renault 2.0 Británica                    | Fortec Motorsports         | 14           | 0            | 0            | 0            | 0            | 130          | 11.º         |
| 2013      | BRDC Fórmula 4                                   | MGR Motorsport             | 24           | 0            | 0            | 0            | 1            | 243          | 10.º         |
| 2013      | Fórmula Renault Protyre                          | Jamun Racing Services      | 11           | 0            | 0            | 0            | 0            | 78           | 18.º         |
| 2014      | BRDC Fórmula 4                                   | Douglas Motorsport         | 24           | 1            | 0            | 0            | 6            | 327          | 7.º          |
| 2015      | Eurofórmula Open                                 | Campos Racing              | 16           | 0            | 0            | 0            | 1            | 94           | 8.º          |
| 2015      | Campeonato de España de F3                       | Campos Racing              | 6            | 0            | 0            | 0            | 1            | 42           | 6.º          |
| 2016      | Eurofórmula Open                                 | Campos Racing              | 16           | 0            | 0            | 1            | 4            | 145          | 4.º          |
| 2016      | Campeonato de España de F3                       | Campos Racing              | 6            | 0            | 0            | 0            | 1            | 57           | 5.º          |
| 2017      | World Series Fórmula V8 3.5                      | Fortec Motorsports         | 17           | 0            | 0            | 0            | 1            | 94           | 9.º          |
| 2018      | GP3 Series                                       | Campos Racing              | 18           | 0            | 0            | 0            | 0            | 3            | 19.º         |
| 2019      | Blancpain GT World Challenge Europe              | Orange1 FFF Racing Team    | 9            | 0            | 0            | 0            | 0            | 0.5          | 24.º         |
| 2019      | Blancpain GT World Challenge Europe - Silver Cup | Orange1 FFF Racing Team    | 9            | 0            | 0            | 1            | 0            | 42           | 8.º          |
| 2019      | Blancpain GT Series Endurance Cup                | Orange1 FFF Racing Team    | 4            | 0            | 0            | 0            | 0            | 1            | 34.º         |
| 2019      | Blancpain GT Series Endurance Cup - Silver Cup   | Orange1 FFF Racing Team    | 4            | 0            | 0            | 1            | 1            | 28           | 12.º         |
| 2021      | European Le Mans Series - LMP2                   | Algarve Pro Racing         | 5            | 0            | 0            | 0            | 0            | 12.5         | 22.º         |
| 2022      | GT World Challenge Europe Endurance Cup          | Belgian Audi Club Team WRT | 5            | 0            | 0            | 0            | 0            | 0            | NC           |
| 2023      | 24H Series                                       | MS7 by WRT                 | Disputándose | Disputándose | Disputándose | Disputándose | Disputándose | Disputándose | Disputándose |
| 2023      | International GT Open                            | Team Motopark              | Disputándose | Disputándose | Disputándose | Disputándose | Disputándose | Disputándose | Disputándose |
| Fuente:   |                                                  |                            |              |              |              |              |              |              |              |

## Resultados

### World Series Fórmula V8 3.5
(Clave) (negrita indica pole position) (cursiva indica vuelta rápida)

| Año  | Equipo             | 1   | 1   | 2   | 2   | 3   | 3   | 4   | 4   | 5   | 5   | 6   | 6   | 7   | 7   | 8   | 8   | 9   | 9   | Pos. | Puntos |
| ---- | ------------------ | --- | --- | --- | --- | --- | --- | --- | --- | --- | --- | --- | --- | --- | --- | --- | --- | --- | --- | ---- | ------ |
| 2017 | Fortec Motorsports | SIL | SIL | SPA | SPA | MNZ | MNZ | JER | JER | ALC | ALC | NÜR | NÜR | MEX | MEX | COA | COA | BHR | BHR | 9.º  | 94     |
| 2017 | Fortec Motorsports | 9   | 7   | 4   | 5   | 7   | DNS | 9   | 9   | 9   | 7   | 8   | 10  | 8   | 5   | 9   | 3   | 8   | 7   | 9.º  | 94     |

### GP3 Series
(Clave) (negrita indica pole position) (cursiva indica vuelta rápida puntuable)

| Año  | Escudería     | 1   | 1   | 2   | 2   | 3   | 3   | 4   | 4   | 5   | 5   | 6   | 6   | 7   | 7   | 8   | 8   | 9   | 9   | Pos. | Puntos | Ref.  |
| ---- | ------------- | --- | --- | --- | --- | --- | --- | --- | --- | --- | --- | --- | --- | --- | --- | --- | --- | --- | --- | ---- | ------ | ----- |
| 2018 | Campos Racing | BAR | BAR | LEC | LEC | SPI | SPI | SIL | SIL | BUD | BUD | SPA | SPA | MNZ | MNZ | SOC | SOC | YMC | YMC | 19.º | 3      | [ 5 ] |
| 2018 | Campos Racing | 10  | 12  | 14  | Ret | 14  | 16  | 12  | 11  | 9   | 10  | 19  | 16  | Ret | 14  | Ret | 15  | 18  | 16  | 19.º | 3      | [ 5 ] |